# Wulfelmo
Wulfelmo (Wulfhelm; ... – 12 febbraio 941) è stato un vescovo e arcivescovo anglosassone.

## Biografia
Pochissimo è noto di Wulfelmo prima della sua promozione ad arcivescovo: è noto che fu vescovo di Wells intorno al 924, ma non si conosce nulla del suo episcopato.
Intorno al 926 fu nominato e consacrato arcivescovo di Canterbury e si recò personalmente a Roma per ricevere il pallio da Giovanni X, un fatto insolito per l'epoca, dato che alla gran parte dei suoi predecessori il paramento era stato semplicemente inviato dall'Italia. Assiduo frequentatore della corte di Atelstano d'Inghilterra, Wulfelmo contribuì alla stesura di diverse leggi. Donò all'arcidiocesi due evangeliari che aveva ricevuto in dono, uno dall'Irlanda e l'altro dalla Germania o dalla Lotaringia; concesse inoltre delle terre all'abbazia di Glastonbury.
Morì il 12 febbraio 941 e fu sepolto nella Cattedrale di Canterbury.